# Jens Mathijsen
Jens Mathijsen (15 agosto 2007) è un calciatore olandese, difensore del Willem II.

## Biografia
È figlio dell'ex calciatore Joris Mathijsen.

## Caratteristiche tecniche
È un difensore centrale di piede destro.

## Carriera
È cresciuto nel settore giovanile del Willem II, con cui ha debuttato in prima squadra (e, più in generale, tra i professionisti) il 10 agosto 2024 nell'incontro di Eredivisie pareggiato 1-1 contro il Feyenoord. Dieci giorni più tardi ha firmato il suo primo contratto professionistico.

## Statistiche

### Presenze e reti nei club
Statistiche aggiornate al 13 aprile 2025.
| Stagione        | Squadra         | Campionato      | Campionato | Campionato | Coppe nazionali | Coppe nazionali | Coppe nazionali | Coppe continentali | Coppe continentali | Coppe continentali | Altre coppe | Altre coppe | Altre coppe | Totale | Totale | Totale |
| Stagione        | Squadra         | Comp            | Pres       | Reti       | Comp            | Pres            | Reti            | Comp               | Pres               | Reti               | Comp        | Pres        | Reti        | Pres   | Reti   |        |
| --------------- | --------------- | --------------- | ---------- | ---------- | --------------- | --------------- | --------------- | ------------------ | ------------------ | ------------------ | ----------- | ----------- | ----------- | ------ | ------ | ------ |
| 2024-2025       | Willem II       | ED              | 4          | 0          | CO              | 0               | 0               | -                  | -                  | -                  | -           | -           | -           | 4      | 0      |        |
| Totale carriera | Totale carriera | Totale carriera | 4          | 0          |                 | 0               | 0               |                    | -                  | -                  |             | -           | -           | 4      | 0      |        |